# Absolute Music 11
Absolute Music 11 er en kompilation i serien Absolute Music udgivet 25. marts 1996. Nogle af sangene udkom senere på The Best Of Absolute Music 10-11-12.

## Spor
1. Queen – "A Winter's Tale"
2. Enya – "Anywhere Is"
3. Dubstar – "Not So Manic Now"
4. Me & My – "Baby Boy"
5. Pulp – "Common People"
6. Backstreet Boys – "We've Got It Goin' On"
7. Right Said Fred – "Living On A Dream"
8. Passengers – "Miss Sarajevo"
9. Hotel Hunger – "Sitting In A Room"
10. Nick Cave & Kylie Minogue – "Where The Wild Roses Grow"
11. Erasure – "Fingers & Thumbs (Cold Summer's Day)"
12. Everything But The Girl – "Missing" (Tudd Terry Club Mix)
13. East 17 – "Thunder"
14. Janet Jackson – "Runaway"
15. Bon Jovi – "Lie To Me"
16. The Corrs – "Runaway"
17. Cajsa Stina Åkerström – "Långt Härifrån"
18. Mr. Big – "Goin' Where The Wind Blows"